# Qarabaldır (Qax)
Qarabaldır è un comune dell'Azerbaigian situato nel distretto di Qax. Conta una popolazione di 409 abitanti.